# De werken van Lambik
De werken van Lambik is een kort stripverhaal uit de reeks van Suske en Wiske. Het is geschreven door Peter Van Gucht en getekend door Luc Morjaeu. Het verhaal wordt gepubliceerd in Tros Kompas vanaf 21 februari 2009.

## Locaties
Dit verhaal speelt zich af op de volgende locaties:
- België, huis van tante Sidonia, huis van Lambik, kasteel, moeras

## Personages
In dit verhaal komen de volgende personages voor:
- Suske, Wiske, tante Sidonia, Lambik, Jerom, melkboer, Gustav, Spiritus (bosgeest), zandman, waterman, vuurman, mensen, Vlerkje (vleermuis)

## Het verhaal
Jerom komt logeren bij zijn vrienden, want Lambik gedraagt zich vreemd. Als Suske en Wiske gaan kijken wat er aan de hand is, blijkt Lambik een geheim trainingsprogramma te volgen. Hij doet alsof hij Jerom is. Lambik wordt ontvoerd en Suske en Wiske achtervolgen hem in een auto. Lambik tekent een contract waarmee hij beloofd allerlei opdrachten uit te voeren, waarna hij onbegrensde kracht krijgt en de grootste superheld aller tijden zal worden. Nadat hij getekend heeft, verdwijnt de auto met inzittenden spoorloos. Suske en Wiske vinden Lambik op de straat. Lambik wordt thuisgebracht en de vrienden leggen hem in bed. Dan ziet Lambik een vleermuis met een briefje in zijn kamer komen. Hij moet naar de dichtstbijzijnde zandvlakte gaan om de opdracht "de aarde zal men verstenen" uit te voeren. Lambik klimt uit het raam, maar Jerom merkt dit en gaat hem achterna.
Lambik roept met een zandloper een zandman op en moet deze figuur verslaan. Lambik maakt er een zandkasteel van, maar de zandman krijgt zijn oorspronkelijke vorm terug en laat Lambik dan in drijfzand zinken. Jerom kan voorkomen dat Lambik onder de oppervlakte verdwijnt, maar de zandman valt opnieuw aan. Suske en Wiske komen aan en geven Jerom een blik benzine, waarna Jerom als vuurspuwer de zandman verslaat. De zandman is nu van glas, doordat het zand gesmolten is. Dan komt de vleermuis naar Lambik en geeft hem een tweede opdracht. Suske en Wiske volgen de vleermuis om zo de verblijfplaats van Lambik's therapeut te krijgen. Jerom volgt Lambik en ziet hem bij een weiland, waar hij een waterdruppel-man maakt. Deze waterman vraagt of Lambik door Spiritus gestuurd is, waarna Lambik hem met een papieren zakdoek probeert te vangen. Na een gevecht grijpt Jerom in en laat de waterman verdampen met een volgende vuurspuwsessie. Maar de regendruppel blijkt een enorme regenwolk te zijn geworden en Jerom en Lambik moeten rennen voor een wolkbreuk. Jerom haalt dan een vrachtwagen met vriescel en de waterman bevriest.
Suske en Wiske komen bij een kasteel in een nevelig landschap terecht. Ze zien hoe de vleermuis een nieuwe brief ontvangt van zijn meester en vertrekt. Gustav hoort dat de ziel ingenomen wordt als de opdrachten niet worden uitgevoerd en hij protesteerd, waarna zijn levensenergie door zijn meester wordt opgezogen. Alleen de ziel blijft over en moet voor eeuwig in het moeras blijven. Suske en Wiske zoeken het contract van Lambik en zien dat hij ook een mistsliert wordt als hij faalt. Als hij wint, zal Spiritus over alle elementen regeren. Dan ziet Suske blanco contracten liggen en hij krijgt een idee. Suske en Wiske worden ontdekt en vluchten met de auto uit het kasteel.
Lambik krijgt weer een opdracht van Vlerkje de vleermuis, hij moet de adem ontnemen van de vuurman. Lambik vlucht het water in, terwijl Jerom een klok uit een kerktoren haalt. Hij wil de vuurman daaronder stoppen, zodat hij geen zuurstof krijgt. Suske en Wiske vinden Lambik en Jerom en leggen uit wat er zal gebeuren als Lambik wint. Lambik wil niet dat Spiritus de macht over de elementen krijgt en verscheurt de nieuwe opdracht, waarna hij verandert in een spook en in de mistslierten verdwijnt. Dan vertelt Suske zijn plan aan Jerom en al snel gaat de telefoon bij Spiritus. Spiritus nodigt de nieuwe kandidaat uit op zijn kasteel en is verbaasd als deze niet wil tekenen zonder het contract te lezen. Hij laat zien dat hij dat wel gewoon zou doen en tekent een blanco contract, maar verandert dan zelf in een spook. Suske blijkt de contracten omgeruild te hebben. Spiritus heeft met zijn handtekening beloofd de zielen vrij te laten en de mensheid met rust te laten. Hij verdwijnt in de nevel en alle zielen worden weer mens. Jerom is trots op Lambik, omdat deze zich opofferde. 

## Uitgaven

### Achtergronden bij de uitgaven
- De publicatie in Tros Kompas begon met twee aankondigingen van 1 strook op 14 februari 2009, waarna het verhaal volgde vanaf 21 februari 2009.